# Georges Ohnet
Georges Ohnet (ur. 3 kwietnia 1848 w Paryżu, zm. 6 maja 1918 tamże) – francuski powieściopisarz i dramaturg

## Twórczość dostępna w języku polskim
- Walka życia. anonimowy (tłum.). Warszawa: 1883. Brak numerów stron w książce
- Eliza Fleuron. anonimowy (tłum.). Warszawa: Kuryer Codzienny, 1884, s. 311.
- Damy z Croix-Mort. Stanisław Miłkowski (tłum.). Gródek: J. Czaiński, 1886, s. 269.
- Wielka Marlownia. Stanisław Miłkowski (tłum.). Warszawa: J. Czaiński, 1886, s. 449.
- Nieszczęście ciotki Urszuli. J. B. (tłum.). Warszawa: Redakcya "Tygodnika Mód i Powieści", 1887, s. 47.
- Nieszczęście ciotki Urszuli. Z. S. (tłum.). "Słowo", 1887, s. 44.
- Ostatnia miłość. anonimowy (tłum.). Warszawa: "Wiek", 1889, s. 189.
- Dusza Piotra. anonimowy (tłum.). Warszawa: Tygodnik "Romans i Powieść", 1890, s. 202.
- Odwet nienawiści. Romans spółczesny. anonimowy (tłum.). Lwów: Kurjer Lwowski, 1891, s. 152.
- Prawo dziecka. Cecylia Niewiadomska (tłum.). Warszawa: Gebethner i Wolff, 1894, s. 215.
- Córka deputowanego. Melania Łaganowska (tłum.). Łódź: Księgarnia L. Zonera, 1898, s. 128.
- Na dnie przepaści. anonimowy (tłum.). Warszawa: Towarzystwo S. Orgelbranda Synów, 1899, s. 243.
- Król Paryża. Eugenia Żmijewska (tłum.). Warszawa: 1899, s. 289.
- Król Paryża. anonimowy (tłum.). T. I. Łódź: A. Zoner, 1901, s. 106.
- Król Paryża. anonimowy (tłum.). T. II. Łódź: A. Zoner, 1901, s. 128.
- Precz z Napoleonem!. Powieść historyczna z czasów pierwszego konsulatu. anonimowy (tłum.). T. I. Warszawa: Towarzystwo Wydawnicze "Rój", 1926, s. 139.
- Precz z Napoleonem!. Powieść historyczna z czasów pierwszego konsulatu. anonimowy (tłum.). T. II. Warszawa: Towarzystwo Wydawnicze "Rój", 1926, s. 136.